# Real Football
Real Football (з англ. справжній футбол) — серія спортивних ігор для мобільних пристроїв (Java, Android, iOS, Bada, Windows Phone). Розробляла компанія Gameloft . Розробка гри почалася в середині 2000-х років із Real Football 2004. Станом на 2015 рік нові серії виходили щорічно. У грі є як національні команди, так і клуби. Основною перевагою серії є підтримка багатьох пристроїв, різноманітні режими гри. Основним недоліком серії (від 2013 року) є нереальні імена через високі витрати на ліцензування. З 2015 року Gameoft припиняє випуск ігор на платформі Java.

## Серія гри Real Football
- Real Football 2004
- Real Football 2006 (Доступна 3D версія)
- Real Football 2007 (Доступна 3D версія)
- Real Football 2008 (Доступна 3D версія)
- Real Football 2009
- Real Football 2010 (Єдина гра серії з можливістю гри через Bluetooth)[6]
- Real Football 2011
- Real Football 2012
- Real Football 2013
- Real Football 2014
- Real Football 2015
- Real Football 2016
- Real Football 2017
- Real Football 2018
- Real Football 2019
- Real Football 2020
- Real Football 2021
- Real Football 2022

## Ігровий процес
Ігровий процес цих ігор цілком стандартний. Є кілька режимів гри (довільний матч, кубок, легенда, тренування). Іноді в гру додають спеціальні режими, такі як Чемпіонат світу з футболу у Бразилії, або Євро 2012. У режимі довільний матч — гравець обирає абсолютно будь-які команди, виставляє налаштування та грає матч (наприклад, між збірною Англії та Барселоною).